# Johann Friedrich Herbart

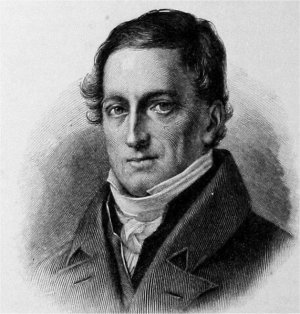
Johann Friedrich Herbart

Johann Friedrich Herbart (n. 4 mai 1776, Oldenburg (Oldenburg) - d. 11 august 1841, Göttingen) a fost un filosof, psiholog german, fondator al pedagogiei ca disciplină academică.
Lumea, după aprecierea sa, este alcătuită din entități calitativ diferite, eterne și imuabile, numite „reale”. Schimbarea și transformarea nu sunt atribute ale „realelor”, ci sunt efecte ale minții noastre. Chiar și sufletul omenesc este o „reală”, iar reprezentările sunt acte de autoconservare ale acestei entități.

## Idei
- Pedagogia este împărțită în două discipline fundamentale:
  - Etica - scopul - virtutea
  - Psihologia - mijloacele și metoda de a atinge scopul
- Echitatea
- Bunăvoința
- Structura:
- Guvernarea 
  - Copii mici sunt vicleni și neatenți
  - Trebuie ocupați pentru a nu face lucruri greșite
  - Jocuri cu reguli
  - Supraveghere
  - Inventar cu greșeli
- Învățământul 
  - Instituționalizat
  - Scopul e dobândirea virtuții
  - Educația e mai importantă decât instrucția
  - Interesul de a cunoaște lumea
  - Teoria și tipologia interesului trebuie stimulate de timpuriu fără întăriri
  - Organizarea lecției prin trepte psihologice ale învățării
- Claritatea pentru a obține pătrundere
- Asocierea
- Sistematicitatea
- Metoda
- Educația morală
- Tăria de caracter